# Madrigal del Monte (kommunhuvudort)
Madrigal del Monte är en kommunhuvudort i Spanien.   Den ligger i provinsen Provincia de Burgos och regionen Kastilien och Leon, i den norra delen av landet, 190 km norr om huvudstaden Madrid. Madrigal del Monte ligger 939 meter över havet och antalet invånare är 220.
Terrängen runt Madrigal del Monte är lite kuperad, och sluttar västerut. Runt Madrigal del Monte är det glesbefolkat, med 14 invånare per kvadratkilometer. Närmaste större samhälle är Lerma, 14,9 km sydväst om Madrigal del Monte. Trakten runt Madrigal del Monte består till största delen av jordbruksmark.